# あつことまりあのマリオン学院 放送部!
あつことまりあのマリオン学院 放送部！（あつことまりあのマリオンがくいん ほうそうぶ）は2008年（平成20年）2月12日から2012年（平成24年）12月25日までの間、インターネットラジオ放送局BBstationで隔週火曜日 22:00 - 24:00（JST） に放送していたインターネットラジオ番組である。声優の榎本温子と山本麻里安がパーソナリティを務めている。

## 放送時間
- BBstation 隔週 火曜日22:00 - 24:00（JST）

### スタッフ
- パーソナリティ：榎本温子・山本麻里安
- アシスタント：浅羽柚花（ - 2010年（平成22年）3月23日まで）
- ディレクター：
- 構成作家：伊福部崇

ほか

## ゲスト
- 鷲崎健（2008年（平成20年）12月2日放送分）
- 千葉一伸・森久保祥太郎（2009年（平成21年）1月27日放送分）
- うちやえゆか・樹元オリエ（2009年（平成21年）6月16日、2012年（平成24年）5月1日放送分）
- 五條真由美（2009年（平成21年）6月16日放送分）
- 佐々木望（2009年（平成21年）9月22日放送分）
- 千葉一伸（2009年（平成21年）10月20日、2010年（平成22年）5月4日放送分）

## 特別番組
- 2008年（平成20年）12月30日（火曜日） 13:00 - 14:00 にコミックマーケット75を開催している東京国際展示場内で公開生放送を実施。
- 2009年（平成21年）12月29日（火曜日） 13:00 - 14:50 にコミックマーケット77を開催している東京国際展示場内で公開生放送を実施。

## コミック
伊福部崇原作、ピエール☆よしお画でまんが4コマKINGSぱれっとにてまんが聖マリオン学院を連載。